# Selkirk rex
Il selkirk rex è una razza a pelo semilungo nata negli Stati Uniti nel 1987.

## Contesto
Il Selkirk Rex si distingue da tutte le altre razze Rex. A differenza del Devon Rex e del Cornish Rex, i capelli sono di lunghezza normale e non mancano in parte. Ci sono varietà a pelo lungo e a pelo corto. Si differenzia dal LaPerm per il fatto che il pelo di Selkirk Rex è più grosso e più spesso. Mentre il gene LaPerm è una semplice dominante, il gene Selkirk (Se) agisce come una dominante incompleta; incompletamente dominante, le coppie di alleli producono tre possibili genotipi e fenotipi: i gatti eterozigoti (Sese) possono avere un mantello più pieno che è preferito nell'anello da esposizione, mentre i gatti omozigoti (SeSe) possono avere un riccio più stretto e un volume del mantello inferiore.
Il Selkirk Rex ha avuto origine nel Montana, USA, nel 1987, con una cucciolata nata da un gatto salvato. L'unica gattina insolitamente rivestita della cucciolata è stata infine posta con l'allevatrice, Jeri Newman, che l'ha chiamata Miss DePesto (dal nome di un personaggio dai capelli ricci della serie TV Moonlighting interpretata da Allyce Beasley). Questo gatto di fondazione è stato allevato da un maschio persiano nero, producendo tre Selkirk Rex e tre gattini a pelo dritto. Questo ha dimostrato che il gene aveva una modalità autosomica dominante di eredità. Tutti i Selkirk Rex fanno risalire la loro ascendenza al gatto Miss DePesto. Jeri Newman ha dato alla razza il nome del suo patrigno, "Selkirk", rendendo questa la prima (e attualmente l'unica) razza di gatto ad essere chiamata con il nome di una persona reale.
La razza è stata sviluppata in due lunghezze di pelo, lungo e corto. Si tratta di una razza grande e solidamente costruita, simile ad uno Shorthair britannico. Il mantello è molto morbido e ha un aspetto lanoso con riccioli sciolti e non strutturati. La testa è rotonda, con grandi occhi arrotondati, orecchie di medie dimensioni e un muso distinto, la cui lunghezza è pari alla metà della sua larghezza. Una rottura estrema, come quella di un persiano, è un difetto squalificabile.
Gli Shorthair americani, i Persiani, gli Himalayani, gli Shorthair esotici e gli Shorthair britannici sono stati utilizzati come outcross per sviluppare questa razza. Lo Shorthair americano è stato ora abbandonato come outcross, tranne che nella International Cat Association (TICA). La razza è stata accettata dalla International Cat Association nel 1992, dall'American Cat Fanciers' Association nel 1998 e dalla Cat Fanciers' Association nel 2000. Nella Cat Fanciers' Association (CFA) e in Australia, tutti gli outcross sono programmati per essere interrotti nel 2015.
La razza è accettata in tutti i colori, comprese le varietà a punta, seppia e visone di albinismo; bicolori; argento/fumo; e la serie cioccolato e lilla. Questa razza ha un mantello estremamente denso e un'alta propensione allo spargimento. A differenza di altre razze Rex con una ridotta quantità di pelo, il Selkirk Rex non è raccomandato per coloro che potrebbero essere allergici agli allergeni del gatto.
Il temperamento del Selkirk Rex riflette quello delle razze utilizzate nel suo sviluppo. Hanno molte delle qualità rilassate e riservate dello Shorthair britannico, la natura coccolosa del persiano e la giocosità dell'Exotic Shorthair.
Non sono noti problemi di salute specifici della razza Selkirk Rex. Sono una razza robusta. L'allevamento verso una corretta struttura della testa è necessario per prevenire l'attorcigliamento dei dotti lacrimali, con conseguente scorrimento delle lacrime lungo la parte anteriore del viso, o pieghe del muso che possono provocare dermatiti sul viso. Come per altre razze Rex, può verificarsi un'irritazione dell'interno dell'orecchio da pelliccia arricciata, aumentando la produzione di cerume. I gatti omozigoti (con due copie del gene Selkirk Rex dominante) possono avere una tendenza all'eccessiva untuosità del mantello, che richiede una maggiore frequenza di balneazione. Altri problemi di salute possono essere ereditati dalle razze outcross utilizzate, tra cui la malattia policistica del rene da Persiani e la cardiomiopatia ipertrofica da British Shorthairs. Gli allevatori responsabili controllano i loro gatti da allevamento per queste malattie per minimizzare il loro impatto sulla razza.
Nel Regno Unito, tutti i Selkirk Rex registrati presso il Consiglio direttivo del Cat Fancy (GCCF) per l'allevamento sono geneticamente testati per la malattia del rene policistico o provengono da due genitori geneticamente testati.

## Genetica
Il Selkirk Rex è definito da un'anomalia autosomica dominante woolly rexoid hair (ADWH) che è caratterizzata da alberi di capelli strettamente arricciati. Una variante di giunzione nel gene KRT71 è stata trovata per essere associata al fenotipo del mantello riccio. KRT71 è un gene cruciale per la cheratinizzazione del follicolo pilifero. Un allele di questo gene è anche responsabile per il pelo senza pelo (hr) Sphynx e il Devon Rex (re). Tre mutazioni in KRT71 sono state ora identificate nei gatti, formando la serie allelica, KRT71SADRE > KRT71+ > KRT71re > KRT71hr, dove SADRE è la designazione di locus suggerita per l'allele rex 21 autosomico dominante Selkirk.